# کردفان جنوبی
کُردُفان جنوبی یکی از ۱۵ ایالت کشور سودان است.

## جغرافیا
مرکز آن شهر کادوقلی است.
مساحت آن ۷۹٬۴۷۰ کیلومتر مربع و جمعیت آن (در سال ۲۰۰۰ میلادی) ۱٬۱۰۰٬۰۰۰ نفر است.

ایالت کردفان جنوبی سودان

ایالت کردفان جنوبی سودان